# O Mistério da Camioneta Fantasma
O Mistério da Camioneta Fantasma é um espectáculo de teatro, com texto e encenação de Hélder Costa, estreado a 23 de Setembro de 2010, pela Cia de Teatro A Barraca, no Teatro Cinearte, em Lisboa.
No ano em que Portugal comemorou os  100 anos da Implantação da República, A Comissão Nacional para as Comemorações do Centenário da República de 5 de Outubro de 1910 convidou A Barraca a integrar a peça «O Mistério da Camioneta Fantasma» na programação dos vários eventos previstos para 2010 e 2011.

## Sinopse
A "Noite Sangrenta" é um episódio que foi ocultado e até utilizado pelo fascismo português para fazer de propaganda eleitoral.
Em "O Mistério da Camioneta Fantasma" é focado a oposição monárquica, a conspiração por parte dos exilados apoiados pelo rei de Espanha, a confissão de Abel Olímpio - O Dente de Ouro e ainda a falta de meios dos Republicanos para tornarem claro este mistério perante a opinião publica.

## Ficha Artística
- Rita Fernandes - Berta Maia
- Célia Alturas - Condessa de Ficalho, Millan Astray, corista, marinheiro
- Vânia Naia - Condessa de Tarouca, corista, marinheiro, poetisa Fernandinha, jornalista, Sra Maria
- Luís Thomar - Abel Olímpio, o Dente de Ouro
- Adérito Lopes - Carlos da Maia, marinheiro, D. Fonseca, Almada Negreiros
- João d'Ávila - Rudolph, Alfredo da Silva, Barbosa Viana
- Pedro Borges - Gastão Melo Matos, marinheiro, Salazar
- Ruben Garcia - Raul Proença, Augusto Gomes, Raul Leal, Afonso XIII
- Sérgio Moras - Padre Lima, António Ferro, Virgílio Pinhão
- Sérgio Moura Afonso - Jaime Cortesão, Carlos Pereira, corneteiro, Mimoso Ruiz

## Ficha técnica
- Texto, encenação, espaço cénico, luz, programa: Hélder Costa
- Animação Gráfica: Pedro Massano
- Figurinos: Maria do Céu Guerra
- Coreografia: Bruno Cochat
- Selecção musical de: Luís Freitas Branco, Frederico de Freitas, Stravinsky, Alexandre Delgado
- Adereços e apoio técnico: José Carlos Pontes
- Luminotecnia: Fernando Belo
- Sonoplastia: Ricardo Santos
- Relações Públicas e Produção: Elsa Lourenço, Inês Costa
- Secretariado: Maria Navarro
- Costureira: Inna Siryk
- Montagem: Mário Dias

## Fonte
- Página da Companhia de Teatro A Barraca
- Blog de O Mistério da Camioneta Fantasma